# Congoglanis
Congoglanis is een geslacht van straalvinnige vissen uit de familie van de kuilwangmeervallen (Amphiliidae).

## Soorten
- Congoglanis alula (Nichols & Griscom, 1917)
- Congoglanis howesi Vari, Ferraris & Skelton, 2012
- Congoglanis inga Ferraris, Vari & Skelton, 2011
- Congoglanis sagitta Ferraris, Vari & Skelton, 2011